# Galapagosek reliktowy
Galapagosek reliktowy (Nesoryzomys indefessus) – gatunek ssaka z podrodziny bawełniaków (Sigmodontinae) w obrębie rodziny chomikowatych (Cricetidae), który występował endemicznie na wyspach Galapagos.

## Zasięg występowania
Galapagosek reliktowy występował na wyspach Santa Cruz i Baltra, należących do archipelagu Galapagos u wybrzeżu Ekwadoru.

## Taksonomia
Gatunek po raz pierwszy zgodnie z zasadami nazewnictwa binominalnego opisał w 1899 roku brytyjski zoolog Oldfield Thomas nadając mu nazwę Oryzomys indefessus. Holotyp pochodził z Academia Bay, na wyspie Santa Cruz, w Galapagos, w Ekwadorze. 
Gatunek ten był łączony z N. narboroughi i N. swarthi, które różnią się od niego ubarwieniem ciała. Różnice w budowie czaszki i zębów dowodzą odrębności N. swarthi. Status N. narboroughi jako odrębnego gatunku wymaga bardziej szczegółowych badań i jeśli zostanie on uznany za podgatunek N. indefessus, będzie to oznaczało, że gatunek ten jeszcze nie wymarł. Autorzy Illustrated Checklist of the Mammals of the World uznają ten takson za gatunek monotypowy.

### Etymologia
- Nesoryzomys: gr. νησος nēsos „wyspa” (tj. Galapagos); rodzaj Oryzomys S.F. Baird, 1857 (ryżniak)[7].
- indefessus: łac. indefessus „niestrudzony”[2].

## Wymarcie
Osobniki tego gatunku były ostatni raz schwytane w 1936 roku. Wyginięcie tego gatunku wiązało się najprawdopodobniej z zawleczeniem na wyspę szczurów śniadych, które konkurowały z rodzimym gatunkiem i sprowadziły patogeny, na które nie był on odporny. Ludzie wprowadzili do ekosystemu Santa Cruz także szczury wędrowne, myszy domowe i zdziczałe koty, które również mogły przyczynić się do wymarcia N. indefessus.